# 官弊社
もしかして
- 官幣社

ではありませんか？